# 回回药方

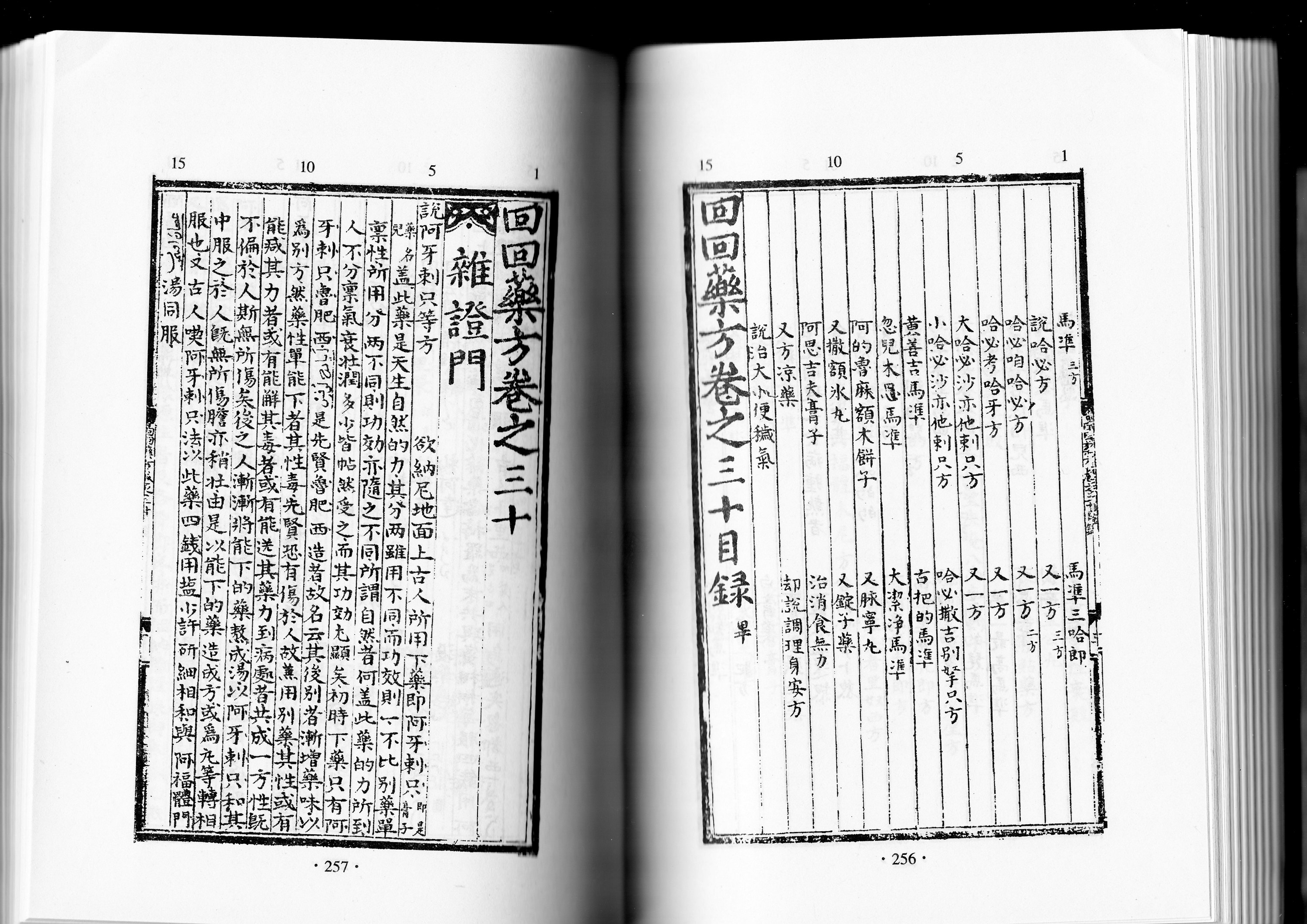
《回回药方》书影

《回回药方》是一部成書于明初洪武年間的用汉文书写的阿拉伯/波斯（元代将中西亚均称为回回）传统医学药方总汇。随着公元13世纪成吉思汗西征，大量阿拉伯文医药书籍流入中国，当时在华的穆斯林将这些医书翻译成汉文，并用汉文音译一些阿拉伯/波斯特有的医方，《回回医方》就是现存的一本典籍。《回回药方》原有36卷，现仅存残卷4卷，卷之下，卷之十二，卷三十，卷三十四，收中国国家图书馆善本室。1998年中华书局出版宋砚考释的《回回药方考释》，书分两部分，第一部分是宋砚的考释文，第二部分是残卷的影印。现存残卷总目所列卷数较多，包括卷之十九至卷之三十六，残存共十八卷的总目，124页，每页15行，每行上下各列举回回药方一则，现存的十八卷目录，计列回回药方124 × 30，约3700则。

## 残卷目录大略
- 卷之十九：咳嗽门：众嗽类、干嗽类、湿嗽类、喘嗽类、嗽血类、嗽痰类、肺经肿嗽类、说治咳嗽类。
- 卷之二十：膏膈门：膏膈凝聚类、膏膈热肿类、膏弱类、膏疼痛类、膏奄浊类、膏冷湿类、膏中生疮类、开膏膈类。
- 卷之二十一：肠风肚子腹门：缠肠风类、肠中生疮类、肠中生虫类。
- 卷之二十二:泻痢门：泻从偏身来的类、胃经泄泻类、肠经泄泻类。
- 卷之二十三:呕吐门：吐泻类、泄泻类、止吐类、止泻类。
- 卷之二十四:痞证门：痞证类。秘涩门：脏腑不通类、能通小水类。劳疾门：劳热类、劳虫类、劳嗽类。补益门：
- 卷之二十五:众气门，众血门，时气班疹门，疟疾门。
- 卷之二十六:身体门。
- 卷之二十七:黄病门，虫症门，积聚门。
- 卷之二十八:脚气门，脱肛痔瘘门，谷稻门。
- 卷之二十九:杂症门。
- 卷之三十:杂症门。
- 卷之三十一:妇人众疾门：妇人身内动静类、乳上症侯类、怀孕动静类、子宫症候类、小儿众疾门。
- 卷之三十二:众疮肿毒门。
- 卷之三十三:众疮肿毒门。
- 卷之三十四:金疮门。
- 卷之三十五:众虫兽伤门，众毒门。辟虫门
- 卷之三十六:修合药饵门。

## 回回药方的源头
据宋砚考证，《回回药方》的源头主要来自四本伊斯兰药典：
- 伊本·西那所著的《医典》是《回回药方》主要来源之一，两书的编排相近，《回回药方》中许多药方和《医典》相同。《回回药方》卷十二《众风门》《舒风顺气类》中的《古阿里失突论只方》中。“古阿里失”几个字单靠伊斯兰-汉语词典是不可能翻译出来的。宋砚发现《古阿里失突论只方》正对应《医典》卷五第三册的"Juwarish al-Ultrujii"（佛手柑化食丹方）。Juwarish 的波斯语为 govaresh，其汉字读音正是“古阿里失”。“突论只”是枸櫞（波斯語：‎，羅馬化：turunj）的音译[1]。

《回回药方》卷十二《古阿里失突论只方》：
《古阿里失突方》即加橙子皮饼。能消散风，剋化饮食，并香口气。橙子皮干者三两，丁香，肉豆蔻，荜拨，胡椒，缩沙，肉桂，良姜，干姜，犀香。
对比《医典》《佛手柑化食丹》
干的黄色佛手柑皮30迪尔汗，丁香，肉豆蔻，荜拨，胡椒，缩沙，肉桂，高良姜，姜各一迪尔汗，犀香2达尼克。
除重量单位不同之外，用药和次序雷同。足见《回回药方》中的|《古阿里失突方》抄自《医典》。
《回回药方》卷之三十中
马竹尼法剌昔伐方，即《医典》的Ma'jun al-Falasih（哲学家们的舔剂）；
马竹尼虎而谟西方，即《医典》的 Ma'jun Hirmis（医学家虎而谟西的舔剂）；
安哈而的牙方，即《医典》的 Anaqardiya（腰果）；
福禄你牙亦鲁迷方，即《医典》的 San at al-Fauniya al-Rumi（罗马人福禄你牙的方子）；
古里古剌纳亦麻而瓦吉方等；即《医典》的 al-Kulkulanaj al-akbar（大芝麻子）。
由于《回回药方》和《医典》有密切的关系，宋砚将《医典》作为解读《回回药方》的一把钥匙。
- 拉齐的《医方书》
- 麦朱西的《医术全书》
- 沙卜而的《药理学》

## 常见中药
《回回药方》中常见的中药：
| 回回药方 | 阿拉伯语 | 波斯语 | 中药   |
| -------- | -------- | ------ | ------ |
| 罗亦那   |          | Rawand | 大黄   |
| 即八吉   | Zi'baq   |        | 水银   |
| 竹不西尼 | Jabsin   |        | 石膏   |
| 马祖     |          | Mazu   | 没食子 |